# Das Holz
Das Holz ist eine deutsche Band, die in den 1990er Jahren in der Berliner Underground- und Indieszene aktiv war. Ihr Motto lautete „Zwei Geigen und ein Schlagzeug – mehr brauchen wir nicht“ Musikalisch handelte es sich um eine Mischung aus Jazz und Klassik und moderner Avantgarde- und Minimalmusik, die am Anfang ausschließlich auf Holzinstrumenten gespielt wurde.

## Geschichte
Die Band wurde im Frühjahr 1993 gegründet. Anja Clarissa Gürke und Christian Komorowski arbeiteten gerade gemeinsam an einem Soundtrack für ein Hörspiel, als Deine-Lakaien- und Run-Run-Vanguard-Sänger Alexander Veljanov, der Komorowski aus einer Zusammenarbeit bei Love Sister Hope kannte, Gäste für die Release-Party zum ersten Longplayer seines Nebenprojektes suchte. Zu dieser Zeit war Komorowski auch Live-Musiker bei Deine Lakaien (1992 bis 1999). Den Schlagzeuger Hermann Beesten Jr. kannte Komorowski noch aus der gemeinsamen Zeit bei Love Sister Hope. Die Resonanz war gut und so beschlossen die drei Musiker weiterhin in dieser Besetzung Musik zu machen.
Zum ersten Mal von sich reden machten Das Holz 1993 mit ihrem ersten Auftritt auf der Release-Party zum Run-Run-Vanguard-Album Suck Success. Zu dem Zeitpunkt bestand die Band aus Anja Clarissa Gürke (Violine), Christian Komorowski (Violine) und Hermann Beesten Jr. (Schlagzeug).
Durch den Sieg beim Berliner Metrobeat, einem Newcomer-Wettbewerb mit Festival-Charakter, im Jahre 1995 errangen die Musiker mehr Bekanntheit; ebenso durch die Acoustic-Tour der Deine Lakaien, auf der sie im gleichen Jahr als Vorband auftraten, und durch Konzerte mit anderen namhaften Künstlern der Szene, wie zum Beispiel The Inchtabokatables, Poems for Laila und Element of Crime.
Ebenfalls im selben Jahr erschien das erste Album, Das Holz, das rein instrumental und in der Minimalbesetzung aufgenommen wurde, beim Musiklabel Trikont.
Auf dem 1997 erschienenen zweiten Album, Velouria, wurde Anja Clarissa Gürke durch die studierte Violinistin Kati Gramß ersetzt (Violine). Dieses Album wurde von Element-of-Crime-Sänger Sven Regener produziert und beim Dark-Wave-Label Chrom Records veröffentlicht.
Beim dritten Album Drei (1998) wurden zusätzliche Instrumente eingesetzt, unter anderem Cello (B. Deutung), Trompete (Sven Regener), Gitarre, Kontrabass und Sequencer (Christian Käufel 'El Conde' von Love Sister Hope). Außerdem wurde  mit der Gastsängerin Susie van der Meer und den Gastsängern Alexander Veljanov (Deine Lakaien) und Sven Regener (Element of Crime) gearbeitet.
Nach dem dritten Album wurde das Projekt befristet auf Eis gelegt, „da die Mitwirkenden musikalisch anderweitig beschäftigt sind“.

## Konzept
Ihr eher ungewöhnlicher Name wurde laut der Band gewählt, weil zumindest in der Anfangsphase ausschließlich Holzinstrumente Verwendung fanden und Das Holz damit rein akustische und instrumentale Musik machten.
Die Musikrichtung lässt sich schwer festlegen, die Einflüsse reichen von osteuropäischer Volksmusik über Jazz und Klassik bis zur modernen Avantgarde- und Minimalmusik.
Fast alle Stücke tragen Vornamen als Titel. Dieses Konzept entsprang einem spontanen Einfall: „Am Anfang, als es nur ein paar Lieder gab, standen wir plötzlich vor dem Problem, daß wir uns gegenseitig nicht verständigen konnten, welches Stück wir (z. B. beim Proben) spielen wollten. Ein Lied, Pina, erinnerte uns alle aber an eine gemeinsame Freundin. Also nannten wir es auch so. Und wir stellten fest, daß sich die Charaktere von bestimmten Liedern sehr treffend mit Vornamen (Olga, Michail) bezeichnen lassen. Mittlerweile ist dies zu einer festen Arbeitsweise geworden, es gibt Lieder, deren Namen erst hinterher gefunden werden muß, manchmal orientieren wir uns an Freunden und Bekannten und manchmal benutzen wir den Namen auch, um uns gegenseitig den Charakter eines Stückes klarzumachen.“

## Diskografie
Veröffentlichungen
- 1993: Das Holz (Promotape)
- 1995: Das Holz (Album, Trikont / Indigo)
- 1997: Velouria (Album, Chrom / EFA)
- 1998: Drei (Album, Chrom / EFA)

Samplerbeiträge
- 1993: Das Holz mit Veljanov – Spanish Caravan (auf The Lizard King: A Tribute to Jim Morrison Wave & Electro Cover Versionen)